# Wereldspelen 2005

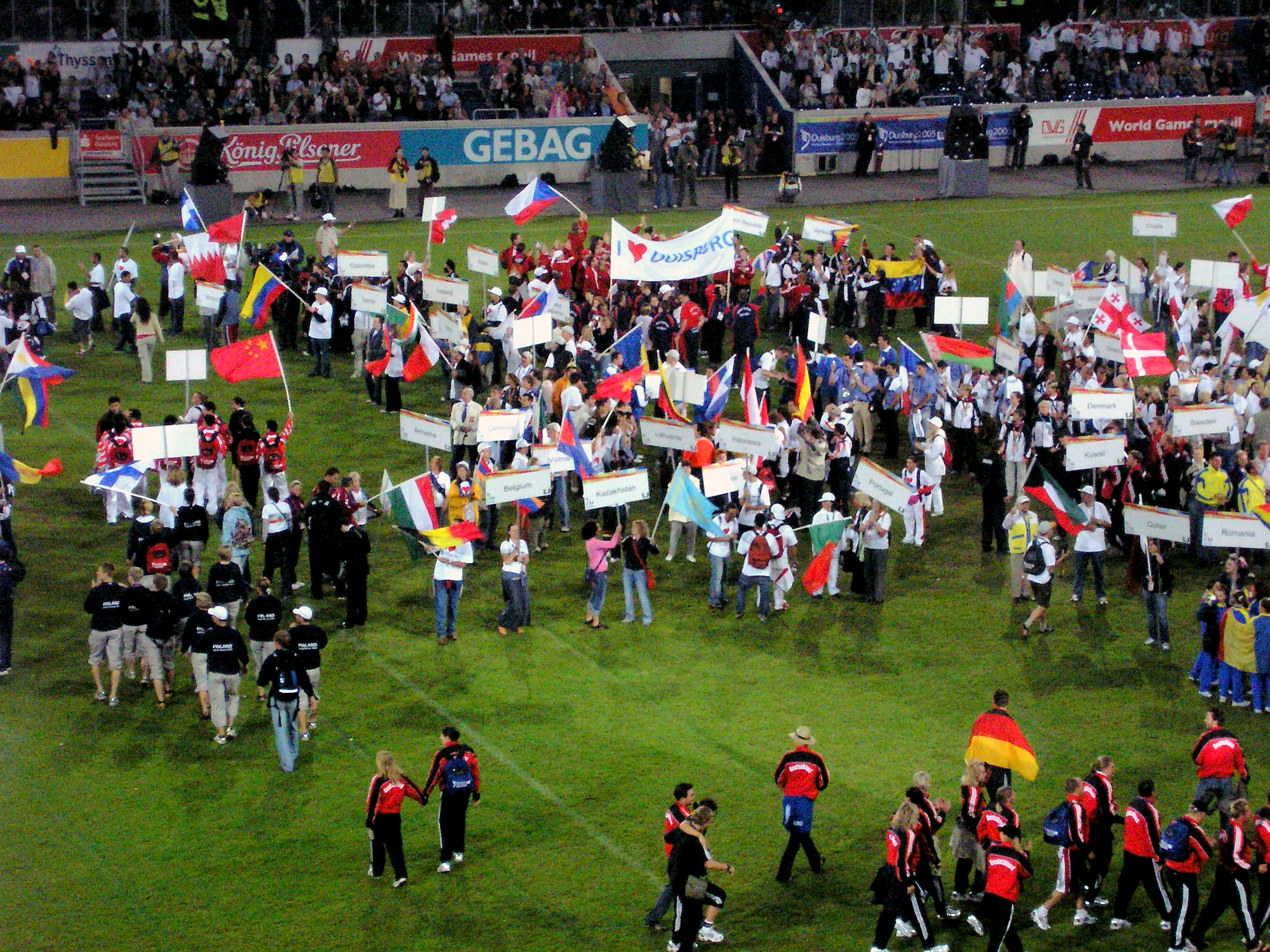
Slotceremonie van de Wereldspelen 2005

De zevende editie van de Wereldspelen vond plaats van 14 tot en met 24 juli 2005 in Duisburg.

## Sporten
De volgende sporten stonden op het programma:

## Medailletabel

### Belgische medaillewinnaars
| Sport           | Naam                                             | Discipline               | Medaille |
| --------------- | ------------------------------------------------ | ------------------------ | -------- |
| Zwemmend redden | Bieke Vandenabeele                               | beachsurfrace (m)        | Goud     |
| Zwemmend redden | Pierre-Yves Romanini                             | 200m hindernisredden (m) | Goud     |
| Acrogym         | Tiffany Cuyt Yves Vander Donckt                  | duo gemengd              | Zilver   |
| Bowlen          | Gery Verbruggen                                  | (v)                      | Zilver   |
| Kegelen         | Petra Comoth                                     | enkel (v)                | Zilver   |
| Korfbal         | Belgisch korfbalteam                             | landenteam               | Zilver   |
| Biljart         | Bjorn Haneveer                                   | snooker (m)              | Brons    |
| Jiujitsu        | Vanessa Van de Vijver Sandy Van Landeghem        | duo-games (v)            | Brons    |
| Petanque        | André Lozano Michel Van Campenhout Claudy Weibel | triplette (m)            | Brons    |
| Zwemmend redden | Pierre-Yves Romanini                             | beachsurfrace (m)        | Brons    |
| Zwemmend redden | Bieke Vandenabeele                               | 200m hindernisredden (m) | Brons    |

1981 Santa Clara · 
1985 Londen · 
1989 Karlsruhe · 
1993 Den Haag · 
1997 Lahti · 
2001 Akita · 
2005 Duisburg · 
2009 Kaohsiung · 
2013 Cali · 
2017 Wrocław · 
2022 Birmingham · 
2025 Chengdu ·